# Municipio de Dolna Mitropoliya
El municipio de Dolna Mitropoliya (búlgaro: Община Долна Митрополия) es un municipio búlgaro perteneciente a la provincia de Pleven.
En 2011 tenía 20 064 habitantes, el 75,33% búlgaros y el 5,21% gitanos. La capital municipal es Dolna Mitropoliya, pero la localidad más poblada es Trastenik.
Se ubica en la esquina noroccidental de la provincia. Su término municipal es fronterizo por el norte con Rumania, marcando la frontera el río Danubio.

## Localidades
| Localidad         | Cirílico         | Población (diciembre de 2009) |
| ----------------- | ---------------- | ----------------------------- |
| Dolna Mitropoliya | Долна Митрополия | 3303                          |
| Baykal            | Байкал           | 562                           |
| Bivolare          | Биволаре         | 627                           |
| Bozhúritsa        | Божурица         | 1102                          |
| Bregare           | Брегаре          | 637                           |
| Gorna Mitropoliya | Горна Митрополия | 1827                          |
| Gostilia          | Гостиля          | 279                           |
| Komárevo          | Комарево         | 1224                          |
| Krushovene        | Крушовене        | 1054                          |
| Oréhovitsa        | Ореховица        | 1440                          |
| Pobeda            | Победа           | 517                           |
| Podem             | Подем            | 1023                          |
| Ribén             | Рибен            | 769                           |
| Slávovitsa        | Славовица        | 573                           |
| Stávertsi         | Ставерци         | 1848                          |
| Trastenik         | Тръстеник        | 4519                          |
| Total             |                  | 21 304                        |